# Торчвуд
Торчвуд (енгл. Torchwood) је британска научнофантастична телевизијска серија коју је створио Расел Т. Дејвис. Торчвуд је спиноф серија Доктора Хуа и емитована је од 2006. до 2011. године. Сваки серијал емитован је на другачијем каналу како би серија одражавала своју растућу публику, прелазећи са BBC Three на BBC Two, па на BBC One и добијајући америчко финансирање у својом четвртом серијалу, који је снимљен у копродукцији BBC-ја и Starz-а. Торчвуд је првенствено намењен старијој публици, за разлику од циљне публике Доктора Хуа која је укључивала и одрасле и децу. Уз научну фантастику, серија истражује бројне теме, међу којима су и егзистенцијализам, хомосексуалност, бисексуалност и корумпираност.
Торчвуд прати подвиге малог тима ловаца на ванземаљце који чине измишљени Институт Торчвуд са седиштем у Кардифу, који се углавном бави догађајима везаним за ванземаљце. Централни лик серије је капетан Џек Харкнес (Џон Бароуман), бесмртни преварант из далеке будућности; Џек се први пут појавио у првом серијалу Доктора Хуа 2005. године. Главну глумачку екипу серије су у почетку чинили Гарет Дејвид-Лојд, Берн Горман, Наоко Мори, Ив Мајлс и Индира Варма. Њихови ликови су специјалисти Торчвуда, који често прате ванземаљце и бране планету од ванземаљских и људских претњи. У своја прва два серијала, серија користи временску пукотину у Кардифу као првенствени генератор заплета, њиме објашњавајући необичну учесталост ванземаљских бића у Кардифу. У трећем и четвртом серијалу, агенти Торчвуда делују као бегунци. Ликови које су тумачили Горман и Моријева исписани су из приче на крају другог серијала. Епизодни глумац Кај Овен је унапређен у главну глумачку екипу у трећем серијалу, у ком је Дејвид-Лојд исписан. Након тога, амерички глумци Мекај Фајфер, Алекса Хејвинс и Бил Пулман придружили су се глумачкој екипи серије у четвртом серијалу.
Први серијал је премијерно емитован на каналима BBC Three и BBC HD 2006, наишавши на помешане критике, али број гледалаца је оборио рекорде за дигитални канал. Серија се вратила 2008, сада емитована на каналу BBC Two, уз већи буџет за други серијал; њен неуједначен тон, који је био главна критика током првог серијала, у великој мери је изглађен, а серија је привукла веће рејтинге и боље рецензије. Епизоде трећег серијала су снимљене са већим буџетом и пребачене су на водећи канал BBC One, као серијал од пет епизода под називом Торчвуд: Деца Земље. Иако су Деца Земље емитована у раздобљу од пет узастопних летњих недељних ноћи, серијал је остварио високе рејтинге у Уједињеном Краљевству и иностранству. Четврти серијал, снимљен у копродукцији BBC Wales-а, BBC Worldwide-а и америчке премијум мреже Starz, емитован је 2011. под насловом Торчвуд: Дан чуда. Смештен и у Велсу и у Сједињеним Америчким Државама, Дан чуда је прошао нешто лошије код критичара од Деца Земље, иако су га неки похвалили због његове амбиције. Серија је стављена на паузу на неодређено време након Дана чуда због Дејвисових личних околности.
Сва четири телевизијска серијала су емитована у Азији, Аустралији, Новом Зеланду, Европи и Северној Америци. Захваљујући раној популарности Торчвуда, објављени су различити повезани медији, који су укључивали аудио-драме, романе и стрипове. Од почетка емитовања, BBC је уложио у снажно онлајн присуство за серију, са алтернативном реалношћу као пратећом игром уз прва два серијала, и анимираном веб-серијом која је пратила четврти серијал. BBC је наставио да одобрава и наручује лиценциране спинофове након завршетка серије, укључујући наставак у облику аудио-серије коју је објавила издавачка кућа Big Finish Productions.
Дана 21. фебруара 2020. сва 41 телевизијска епизода враћена је на BBC-ову онлајн стриминг услугу, BBC iPlayer. У Сједињеним Америчким Државама, цела серија је постала доступна на HBO-овом стриминг сервису, HBO Max, након његовог покретања у мају 2020. године.

## Радња
Серија је смештена у Кардиф у Велсу и прати одметнућу тајну агенцију по имену Торчвуд, која истражује ванземаљске активности на Земљи и сакупља ванземаљску технологију за сопствену употребу. Овај Торчвуд, на челу са капетаном Џеком Харкнесом, мала је, независна организација, али је почела као кардифска филијала већег Института Торчвуд, тада већ угашеног, који је основан током Викторијанског доба. (Порекло организације је описано у епизоди Доктора Хуа „Зуб и канџа”, а Харкнесова дуга веза са њом покривена је флешбек сценама у 2. серијалу Торчвуда.) Као што се у уводном монологу објашњава, организација је одвојена од владе и ван полиције и Уједињених нација. Њихова јавна перцепција је да су само „спацијална јединица”. Догађаји у првом серијалу одвијају се негде после завршнице другог серијала Доктора Хуа, у којој је уништено седиште Института Торчвуд у Лондону. Овај формат је задржан у прва два серијала.
Трећи серијал, мини-серијал Деца Земље, приказао уништење седишта у Кардифу, а екипа привремено ради у бекству у Лондону; број чланова је опадао, а организација је потпуно разбијена током серијала. Четврти серијал, Дан чуда, почиње са потпуно распуштеним Торчвудом. Џек је напустио Земљу након догађаја из трећег серијала, а трудна Гвен се повукла да би била са својом породицом. Група је затим незванично обновљена, и овог пута која делује првенствено у Сједињеним Америчким Државама, а придружују јој се два одбегла агента ЦИА-е који су оптужени за издају током „Дана чуда”.

## Улоге
- Џон Бароуман као Џек Харкнес
- Ив Мајлс као Гвен Купер
- Берн Горман као Овен Харпер (серијали 1−2)
- Наоко Мори као Тошико Сато (серијали 1−2)
- Индира Варма као Сузи Костело (серијал 1)
- Гарет Дејвид-Лојд као Јанто Џоунс (серијали 1−3)
- Фрима Еџимен као Марта Џоунс (серијал 2)
- Кај Овен као Рис Вилијамс (главни: серијали 3−4; епизодни: серијали 1−2)
- Мекај Фајфер као Рекс Матесон (серијал 4)
- Алекса Хејвинс као Естер Драмонд (серијал 4)
- Бил Пулман као Освалд Дејнс (серијал 4)

За разлику од своје матичне серије, Торчвуд се усредсређује на тим уместо на једног лика са сапутницима. Серија у почетку прати малу екипу ловаца на ванземаљце познату као Торчвуд Три, са седиштем у Кардифу. Екипа се састоји од петоро оперативаца предвођених капетаном Џеком Харкнесом (Џон Бароуман), бившим „временским агентом” који путује кроз време и преварантом из далеке будућности, који је живео на Земљи као бесмртник од 19. века. Гвен Купер (Ив Мајлс), главни женски лик, придружује се тиму у првој епизоди; она је испрва замишљена као замена за публику, али касније прераста у морално сложенији лик. Изворну глумачку поставу чине још медицински службеник Торчвуда Овен Харпер (Берн Горман), рачунарска специјалисткиња Тошико Сато (Наоко Мори) и општи фактотум и администратор Јанто Џоунс (Гарет Дејвид-Лојд). Тошико и Овен су убијени у завршници другог серијала, а Јанто у трећем. Епизодни ликови су Рис Вилијамс (Кај Овен), Гвенин дечко и касније муж, и Енди Дејвидсон (Том Прајс), Гвенин бивши полицијски партнер. Кај Овен постаје члан главне глумачке поставе серије у трећем серијалу, његов лик у почетку није свестан Гвениних активности са Торчвудом, али касније постаје њен близак повереник и савезник тима. Прајс се појављује у сва четири серијала.
Пре дебија серије, рекламни материјали су представљали Индиру Варму у улози Сузи Костело међу редовним члановима глумачке екипе, остављајући утисак да ће се она појављивати током серије. Међутим, Сузи је убијена на крају прве епизоде, а Гвен је заузела њено место у тиму. Сузи се поново појавила само још једном као антагонисткиња. У прва два серијала, Пол Кејси се редовно појављује под тешком протетиком, тумачећи, као у Доктору Хуу, бројне ванземаљце у серији, као што су хуманоидни Вивили и Надуване рибе. Међу осталим епизодним ликовима је и Марта Џоунс (Фрима Еџимен) из Доктора Хуа – попут Џека, бивша путница кроз време, а сада медицинског службеника у војној организацији за истраживање ванземаљаца UNIT – која прелази у Торчвуд у три епизоде другог серијала. Поред тога, Џејмс Марстерс тумачи капетана Џона Харта, Џековог злог бившег љубавника и партнера временског агента. Међу осталима у другом серијалу, који се понављају у мањим улогама, су тајанствена девојчица отпорна на старење (Скај Бенет) и чланица Торчвуда из викторијанског доба Алис Гапи (Ејми Менсон). Други серијал такође представља Гвенине родитеље Герента (Вилијам Томас) и Мери Купер (Шерон Морган), који се касније поново појављују у четвртом серијалу.
Деца Земље су представила углавном нову споредну глумачку екипу током пет епизода серијала, као што су стални секретар Џон Фробишер (Питер Капалди), Клем Мекдоналд (Пол Копли), Фробишерова лична асистенткиња Бриџит Спирс (Сузан Браун), премијер Брајан Грин (Николас Фарел), немилосрдна оперативака агенткиња Џонсон (Лиз Меј Брис), Џекова средовечна ћерка Алис (Луси Коху), њен син Стивен (Бер Мекосленд) и Јантова сестра Рајанон (Кејти Викс). Куш Џамбо је добила улогу Фробишерове личне помоћнице Лоис Хабибе. Хабиба је уписана у причу пошто Еџименова није била доступна да се врати у улози Марте.
Четврти серијал, Дан чуда, има проширену глумачку екипу од осморо људи. Бароуман, Мајлсова и Овен се враћају у серију. Нови у екипи Торчвуда су агенти ЦИА-е Рекс Матесон (Меки Фајфер) и Естер Драмонд (Алекса Хејвинс), као и хирургиња Вера Хуарез (Арлин Тур). Америчка филмска звезда Бил Пулман придружио се у улози Освалда Дејнса, веома интелигентног убице деце, а Лорен Амброз игра Џили Кицинџер, немилосрдну службеницу за односе са јавношћу која узима Дејнса као клијента. Турин лик је убијен у петој епизоди, док Пулман и Хејвинсова остају у серији до десете епизоде. Понављајући ликови су директори ЦИА-е Брајан Фридкин (Вејн Најт) и Ален Шапиро (Џон де Ленси), руководилац кампа у Сан Педру Колин Малони (Марк Вен), Естерина сестра Сара (Кендис Браун) и надзорни аналитичари ЦИА-е Шарлот Вилис (Марина Бенедикт) и Ноа Викерс (Пол Џејмс). Нана Визитор игра Оливију Коласанто, која усмерава тим ка њиховим правим непријатељима. Френсис Фишер и Теди Сирс тумаче епизодне негативце.

## Епизоде
| Сезона | Сезона | Епизоде | Епизоде | Оригинално емитовање | Оригинално емитовање |
| Сезона | Сезона | Епизоде | Епизоде | Премијера            | Финале               |
| ------ | ------ | ------- | ------- | -------------------- | -------------------- |
|        | 1.     | 13      | 13      | 22. октобар 2006.    | 1. јануар 2007.      |
|        | 2.     | 13      | 13      | 16. јануар 2008.     | 4. април 2008.       |
|        | 3.     | 5       | 5       | 6. јул 2009.         | 10. јул 2009.        |
|        | 4.     | 10      | 10      | 8. јул 2011.         | 9. септембар 2011.   |

## Продукција

### Развој
Пре оживљавања Доктора Хуа, Расел Т. Дејвис је почео да развија идеју за научнофантастичну/криминалистичку драму у стилу америчких драма, посебно оних које је креирао Џос Ведон, попут серија Бафи, убица вампира и Ејнџел. Ова идеја, првобитно названа Екскалибур, била је напуштена све до 2005. године, када је контролор канала BBC Three, Стјуарт Марфи, позвао Дејвиса да развије научнофантастичну серију за канал која би се емитовала после дозвољеног времена за децу. Током продукције првог серијала новог Доктора Хуа, реч „Торчвуд” (енгл. Torchwood), анаграм од „Doctor Who”, коришћена је као чажни наслов серијала током снимања првих неколико епизода, како би се осигурало да оне не буду пресретнуте. Дејвис је повезао реч „Торчвуд” са својом ранијом идејом о Екскалибуру и одлучио да од серије направи Доктор Ху спиноф. Након тога, реч „Торчвуд” је укључена у поједине епизоде Доктора Хуа и другим медијима који су емитовани 2005. и 2006. године.
Пошто се Торчвуд приказивао каснијим терминима  – односно после 21 сат – садржао је зрелији садржај од Доктора Хуа. Дејвис је рекао за SFX: 
Можемо бити мало бруталнији, насилнији и више фокусирани на сексуалност, ако то желимо. Ипак, имајте на уму да је потпуно тинејџерски препуштати се крви и ужасима, а Торчвуд ће бити паметнији од тога. Али, то је суштинска разлика између BBC One у 19 часова и BBC Three, рецимо, у 21 час. То све говори – сваки гледалац инстинктивно може да види велику разлику.
Према речима Џона Бароумана: „Немам голих сцена у првом серијалу; чувају то за следећу сезону! Немам проблем да се скинем, све док ми плате како треба.” Дејвис се такође нашалио интервјуеру са BBC Radio Wales да му „није дозвољено” да серију назива „Доктор Ху за одрасле”. Први серијал укључује садржај који се ретко виђа или чује у франшизи Доктор Ху, укључујући сцене секса и псовање у неколико епизода.
BBC Three је описао Торчвуд као централни део свог распореда за јесен 2006, а успешан први серијал довео је до другог на каналу BBC Two и трећег на каналу BBC One 2009. године.
Иако је Торчвуд првобитно требало да буде научна фантастика намењена одраслима, лик капетана Џека Харкнеса, који је претходно представљен у Доктору Хуу, показао се популарним међу младом публиком. Дејвис је одлучио да направи алтернативне измене другог серијала које би биле „прилагођене деци”, уклањајући отворену сексуалност и псовке. Ове измене су омогућиле да се серија приказује у 19 часова (током дозвољеног времена за децу).
Прва три серијала Торчвуда је продуцирао BBC Wales. Шеф драмског одељења у време првог серијала, Џули Гарднер, била је извршна продуценткиња заједно са Дејвисом. Прве две епизоде 1. серијала Торчвуда премијерно су приказане 22. октобра 2006. на каналима BBC Three и BBC HD. Други серијал је премијерно емитован на каналима BBC Two и BBC HD 16. јануара 2008. године. Трећи серијал, Торчвуд: Деца Земље, почео је да се снима 18. августа 2008. и имао је формат мини-серије од пет епизода које су емитоване током пет узастопних дана у 21:00 на каналу BBC One од 6. јула 2009. и 21 сат на каналима BBC America HD и BBC America од 20. јула исте године. Дејвис и Гарднерова су остали као извршни продуценти, а и Питер Бенет је продуцирао серијал.
Дејвис је изразио забринутост што је трећи серијал емитован у непопуларном термину летњих вечери. Џон Бароуман је сматрао да су руководиоци BBC-ја лоше поступили са серијом, упркос томе што је, по његовом мишљењу, серија доказала своју популарност и успех.
У августу 2009. Дејвис је изјавио да је четврти серијал „спреман за рад” и да је испланирао следећи серијал, рекавши: „Знам тачно како да наставим. Имам замисао у глави и имам приче. Знам где бисте пронашли Гвен и Риса, и њихову бебу, и Џека, и знам како би се наставило са новом формом Торчвуда.” У то време је изјавио да би више волео да 4. серијал буде још једна мини-серија, иако се није двоумио да уради још један серијал од тринаест епизода. У једном чланку из новембра 2009. објављеном на веб-страници Ив Мајлс наведено је да би снимање четвртог серијала требало да почне у јануару 2011. године.
Након тога, Дејвис је тражио да америчке мреже финансирају будуће сезоне серије. Одбила га је једна од главних телевизијских мрежа Сједињених Држава, Fox; неки су спекулисали да је Fox-ов пројекат могао бити спиноф или рибут. Дејвис је касније успео да склопи договор са америчком премијум кабловском мрежом Starz. Продукција четвртог серијала није званично објављена до јуна 2010. године; мини-серијал од десет епизода, рађен у копродукцији између BBC Wales-а, Starz-а и BBC Worldwide-а, емитован је на лето 2011. године.
Као и трећи, и четврти серијал је добио свој наслов: Торчвуд: Дан чуда. Убрзо након емитовања Дана чуда, у марту 2012. главни извршни директор Starz-а Крис Албрехт објавио је да „остаје у контакту са BBC-ом у вези са даљим серијалима Торчвуда, иако ће они зависити од тога да ли Дејвис буде слободан од својих других обавеза”. Међутим, до 2012. серија је стављена на паузу на неодређено време због Дејвисовог повратка у Уједињено Краљевство након што се његов партнер разболео.

### Писање
У првом серијалу, главни сценариста поред Расела Т. Дејвиса био је Крис Чибнал, творац BBC-јеве драмске серије Рођени и одгајени и будући шоуранер Доктора Хуа. Међу осталим сценаристима били су П. Џ. Хамонд, Тоби Вајтхаус, уредница сценарија за Доктора Хуа Хелен Рејнор, Кетрин Трегена и члан глумачке екипе Доктора Хуа Ноел Кларк. Од прва два серијала, Расел Т. Дејвис је написао само премијерну епизоду. Хелен Рејнор и Брајан Минчин били су уредници сценарија серије.
Први серијал Торчвуда сниман је од маја до новембра 2006. године. За други, главни сценариста Крис Чибнал написао је прву епизоду и три последње. И Кетрин Трегена и Хелен Рејнор написале су по две епизоде за други серијал. Остале епизоде су написали Џејмс Моран, Мет Џоунс, Џ. Ч. Вилшер, Џозеф Лидстер, П. Џ. Хамонд и Фил Форд. Првобитно је било најављено да ће Расел Т. Дејвис написати две епизоде, али, због својих обавеза према Доктору Хуу, више није очекивао да ће написати иједну епизоду Торчвуда. За трећи серијал, Дејвис се вратио и написао прву и последњу епизоду, заједно са Џејмсом Мораном написао је трећу епизоду и сам исцртао цео лук приче. Џон Феј је написао другу и четврту епизоду.
За четврти серијал, Дан чуда, Дејвис је обезбедио неколико популарних америчких телевизијских сценариста, међу којима су били сценаристкиња серије Бафи, убица вампира Џејн Еспенсон, сценариста серија Досије икс, Звездане стазе: Ентерпрајз и Ловци на натприродно Џон Шибан, као и сценаристкиња Доктора Хауса Дорис Еган. Поред њих, и Дејвис и Џон Феј су се вратили да напишу епизоде. У наставку серије, Дејвис је одлучио да Торчвуд буде више усредсређен на људско стање него на позадину научне фантастике. Подстрек је црпео из Бафи, убице вампира, напомињући да су се „најбоље метафоре у Бафи сводиле на: 'Како је бити у средњој школи, као дете?'” Осећао је да је четврти серијал Торчвуда „о нама и нашим одлукама и животима и како живимо једни са другима и како умиремо једни са другима”. Приказ људске природе у четвртом серијалу довео је до секвенце за коју су многи сматрали да подсећа на Холокауст. Џејн Еспенсон је приметила да је као серија Торчвуд „спреман да зађе на ужасна места”. Она је изјавила да сценаристи у креирању приче за Дан чуда „нису желели да избегавају оно што човечанство може да уради.”

### Режија
Први блок другог серијала, који се састојао од епизода Рејнора и Трегене, режирао је Енди Годард. Колин Тиг је режирао други блок, који се састојао од друге епизоде Морана и четврте епизоде Трегене, док је Ешли Веј режирала трећи блок, који се састојао од Чибналове премијерне епизоде другог серијала и шесте епизоде серијала Џ. Ч. Вилшера. Јурос Лин је режирао свих пет епизода трећег серијала, Деца Земље.
У јуну 2010. BBC News је потврдио да ће четврти серијал имати 10 епизода. Снимање је почело у јануару 2011. године. За разлику од претходног серијала, редитељи овог серијала нису режирали у блоковима већ у одређеним епизодама. Међу редитељима четвртог серијала били су Барат Налури, Били Гајрхарт, Гај Ферланд и Гвинет Хордер-Пејтон.

### Екипа
Ричард Стоукс је продуцирао 1. и 2. серијал Торчвуда. Првобитно је Џејмс Хос (један од редитеља Доктора Хуа) био постављен за продуцента, али се касније повукао из овог пројекта. Трећи серијал продуцирао је Питер Бенет. Четврти серијал продуцирала је Кели А. Манерс док је снимање у Уједињеном Краљевству продуцирао Брајан Минчин, продуцент 4. и 5. серијала Авантура Саре Џејн. Серија такође дели и сценографа са Доктором Хуом, Едварда Томаса. Музику за серију су компоновали Бен Фостер и композитор Доктора Хуа Мареј Голд, са композитором Стјуом Кенедијем који је асистирао у 4. серијалу.

### Уводна шпица
Епизодама прва два серијала претходи монолог Бароумана у улози Џека Харкнеса, који поставља премису серије. Тематска мелодија серије иде преко овог монолога и уводна шпице. Тему је написао композитор Доктора Хуа, Мареј Голд.
Уводна шпица је редизајнирана за 5. епизоду 2. серијала, „Адам”, додајући насловног лика постојећим сценама. Ово је одражавало причу епизоде о Адаму који се психички убацио у сећања чланова Торчвуда као дугогодишњи члан тима.
За Децу Земље, резиме сваке претходне епизоде је пуштан на почетку сваке наредне епизоде праћен насловном картицом. Тематска музика није била укључена у уводну шпицу овог серијала, већ само преко одјавне шпице.
Нови тематски аранжман и уводна шпица појавили су се у 4. серијалу (иако се музички мотив из изворне теме и даље чује у бројним сценама). Иако свака епизода Дана чуда има објављен индивидуални наслов, Торчвуд: Дан чуда је једини наслов који се користи на екрану.

## Поставка
„Са Доктором Хуом смо често морали да се претварамо да су делови Кардифа били Лондон, или Јута, или планета Зог. Ипак, ова серија ће бити прави, искрени Кардиф. Са задовољством ћемо проћи поред Миленијумског центра и рећи 'Видите, то је Миленијумски центар'.”

Расел Т. Дејвис
Прва два серијала Торчвуда су снимана и смештена у Кардифу. Продуценти Торчвуда намерно приказују Кардиф као савремени урбани центар, што је било у супротности са ранијим стереотипним приказима Велса. „Нема мушког хора... или рудара на видику”, рекла је контролорка BBC Wales-а, Мина Ричардс. Посланик Конзервативне партије Мајкл Гоув описао је деби Торчвуда као тренутак који потврђује „прелазак Велса од занемареног келтског рођака до заводљиве еротске кокете”. Серија је такође снимана и ван Кардифа, а међу осталим локацијама снимања био је и Мертир Тидвил.
Седиште тима током прва два серијала названо „Хаб” налазило се испод Роалд Дал Пласа у Кардифском заливу – раније познатом као Овални басен. Ово је место где је ТАРДИС слетео у епизодама Доктора Хуа „Град праска” и „Утопиа” да би напунио гориво и то је место просторно-временског расцепа који је први пут виђен у „Немирним мртвима”. Кардифски процеп постаје „прва од неколико феномена или технологија у новом Доктору Хуу која је повезана са интерфејсом између различитих места, димензија или стања постојања”. Процеп постаје заплетни уређај који представља претње ликовима и свету, са опасношћу која чека на другој страни. У „Кући мртвих” Кардифски процеп је затворен деловањем духа Јанта Џоунса.
Сам Хаб је био висок око три спрата, са великим стубом који је пролазио кроз средину који је био продужетак фонтане изнад; у његовој основи лежала је машина за процеп. Хаб је имао два начина приступа: лифт који се уздизао до плазе поред фонтане (камуфлиран филтером за перцепцију) и савременији улаз скривен у туристичкој канцеларији. Продукцијска екипа је желела да искористи све што је Велс могао да понуди у снимању серије; на пример, сцене војног штаба у „Спавачу” и сцене заробљених напуштених складишта у „Фрагментима” снимљене су у ваздухопловном штабу „Кервент”, близу Чепстоуа.
Трећи серијал је почео у уобичајеном окружењу, али је већ у првој епизоди Хаб уништен; серија је прилагођена конвенционалном лондонском окружењу, са много сцена снимљених и смештених у Темз-хаусу, стварном седишту британске обавештајне агенције. Четврти серијал је углавном сниман и смештен у Сједињеним Америчким Државама, али његови делови су снимани и у Велсу и на другим местима.

## Теме
Серија Торчвуд истражује различите теме, међу којима су и питања око егзистенцијализма, природе људског живота, одсуства традиционалног поимања загробног живота и коруптивне природе моћи. Серија је такође значајна по приказу ЛГБТ+ ликова и степену до којег су њени различити ликови сексуално флуидни. Кроз те ликове серија испитује хомосексуалне и бисексуалне односе.

## Спиноф медији

### Пратећи програм
Торчвуд: Јавно је документарац о „снимању серије” сличан серијалу Доктор Ху: Поверљиво. Свака епизода Јавног траје мање од десет минута за разлику од епизода Поверљивог које трају 45 минута (раније 30 минута). Торчвуд: Јавно је емитован на каналима BBC Three (1. серијал) и BBC Two (2. серијал), а такође је био доступан онлајн преко BBC-овог iPlayer-а и наменског Торчвуд веб-сајта. Наставци су снимљени за сваку епизоду прва два серијала, а за Децу Земље је било објављено DVD издање.

### Пратећи часопис
Године 2007. издавачка кућа Titan Magazines је покренула Чaсопис Торчвуд, чији је први број објављен 24. јануара 2008. у Уједињеном Краљевству. Верзија часописа за Сједињене Америчке Државе је лансирана у фебруару исте године. Варијанта за Аустралију и Нови Зеланд је покренута тог априла. Овај часопис је опонашао Часопис Доктор Ху комбинујући детаље са снимања са оригиналним причама у облику серијализованог стрипа и приповедака; како је часопис напредовао, изворна фикција је постајала све доминантнија. Часопис је угашен почетком 2011. након две десетине издатих бројева.
Titan је 2009. године објавио шест издања месечног стрипа "Торчвуд" за тржишта Северне Америке; стрип се састојао од репринта стрипова и приповедака из часописа, а престао је да излази након отказивања матичне публикације. Након укидања Часописа Торчвуд, Часопис Доктор Ху и његов амерички колега Доктор Ху инсајдер објављивали су чланке о серији.

### Електронска књижевност, веб-емисије и веб-серије
Торчвуд је имао „велико присуство на интернету”. На Међународном телевизијском фестивалу у Единбургу, BBC-ова директорка телевизије Џејна Бенет је првобитно обећала да ће интернет додаци серије укључивати могућност истраживања Хаба, замишљеног десктопа, седмичних 10-минутних водкаста са снимања. „Можете се придружити корпорацији Торчвуд и бити један од њених запослених”, рекла је Бенетова. Интерактивна веб-страница заснована на Adobe Flash-у, на којој је био могућ и виртуелни обилазак Хаба, покренута је 12. октобра 2006. године. Због ограничења права на дигиталне медије већина видео садржаја на веб-страницама канала BBC Three доступна је само корисницима у Уједињеном Краљевству.
Торчвудови бројни повезани веб-сајтови чине једну врсту алтернативне стварности; у онлајн присуству серије се огледа пример електронске књижевности. На првом сајту (за први серијал), игра алтернативне стварности се углавном састојала од недељних ажурирања у виду фиктивних пресретнутих блогова, исечака из новина, поверљивих писама и IM разговора између чланова тима Торчвуда Три. Convergence: the International Journal of Research into New Media прокоментарисао је улазак Доктора Хуа и Торчвуда у „културу конвергенције” као достигнуће „на невиђеном нивоу, са BBC-јем који користи серију за тестирање мноштва нових технологија, укључујући мини-епизоде на мобилним телефонима, подкаст коментаре, интерактивне авантуре преко 'црвеног дугмета', видео блогове, пратеће програме и 'лажне' метатекстуалне сајтове.” За други серијал 2008. осмишљена је друга интерактивна "Торчвуд" онлајн игра, коју је написао сценариста серије Фил Форд; ова игра је у већој мери укључивала глумце из серије, посебно Гарета Дејвида-Лојда, а Сиван Морис је добила улогу пиратске радио џокејке која истражује "Торчвуд".
Током четвртог серијала оживљеног Доктора Хуа покренута је кросовер веб-кастинг серија под називом Досијеи чудовишта капетана Џека, у којој Бароуман у лику Џека презентује низ кратких филмова у којима се профилишу различита чудовишта и ванземаљци приказани у Доктору Хуу. Ови сегменти, објављени на BBC-овом званичном Доктор Ху веб-сајту, укључивали су посебно снимљене сцене Џека у Хабу. Након 4. серијала, сегменти су се снимали ређе, а последњи са Џеком, објављен у децембру 2009. године, попримио је облик Џека који приповеда мини-епизоду са Уплаканим анђелима под називом „Прича о духовима за Божић”. Наредне епизоде Досијеа чудовишта, објављене након 2010. године, водила је глумица из Доктора Хуа, Алекс Кингстон, у свом лику Ривер Сонг. Као и код већине других онлајн видео садржаја са BBC-а, Досијеи чудовишта капетана Џека се не могу погледати ван Уједињеног Краљевства и никада нису били укључени на DVD или Blu-ray издања Доктора Хуа или Торчвуда. Архива Торчвуда Гарија Расела прикупљају велики део ове онлајн литературе за прва два серијала у тврдом повезу, укључујући одељак Капетанов блог на Торчвуд веб-сајту мреже BBC America.
Да би промовисао своја поновна емитовања Торчвуда, британски дигитални канал Watch је два пута ангажовао креативни тим Часописа Торчвуд да напише кратке онлајн ексклузивне стрип приче за веб-сајт канала. Први од њих, Повратак Востока, објављен је у фебруару 2009. године, а наставак, Ма и Пар, се појавио у фебруару наредне године.
Повезујући се са лансирањем серијала Торчвуд: Дан чуда, Starz је 2011. продуцирао веб-серију под називом Торчвуд: Мрежа лажи, у којој је глумила америчка глумица Елајза Душку.

### Радио-драме
је емитовао четири Торчвуд радио-драме, смештене између краја другог и почетка трећег серијала, у којима су гласове позајмили глумци из серије. Повезано са CERN-овим даном четвртог радија 10. септембра 2008. године, радио-епизода Торчвуда на тему CERN-а коју је написао Џозеф Лидстер под називом „Изгубљене душе” емитована је као поподневна драма. Ово је била прва Торчвуд драма у којој нису глумили Берн Горман и Наоко Мори. Три даље епизоде су емитоване између 1. и 3. јула 2009: „Уточиште”, „Златно доба” и „Рок”.
У мају 2011. билтен BBC Radio Drama објавио је да су још три Торчвуд радио-драме ушле у продукцију. Нове драме под називом „Торчвуд: Изгубљени досијеи”, 1. део: „Ђаво и госпођица Кару”, 2. део: „Потчињавање” и 3. део: „Кућа мртвих” емитоване су 11, 12. и 13. јула 2011. у термину поподневних драма у 14:15 и биле су доступне за слушање на iPlayer-у недељу дана након емитовања. (До 2019. године BBC је радио-драме учинио доступним на захтев у трајању од месец дана до једне године; обично је било доступно око 25 радио-драма, укључујући ове три епизоде Торчвуда 29. новембра 2019) Док су „Ђаво и госпођица Кару” и „Потчињавање” смештени пре Деце Земље, и у њима је Гарет Дејвид-Лојд поновио улогу Јанта, „Кућа мртвих” је с друге стране смештена у неодређено време после Деце Земље и укључивала је повратак Јанта, овог пута као духа.
У јануару 2015. Бароуман је изјавио да ће се Торчвуд вратити, први пут од Дана чуда, у форми неколико BBC-јевих радио-драма.

### Романи и аудио-књиге
Уз главну серију Торчвуд је ишао и низ романа. Књиге су објављене у формату тврдог повеза величине мекоповезног издања, у истом формату који BBC Books користи за свој серијал Новог низа пустоловина за Доктора Хуа. Прва три романа су касније објављена, скраћено, као аудио-књиге, заједно са другим аудио-књигама које нису романи. До данас су сви главни глумци из прва два серијала били наратори најмање једног скраћеног или аудио-ексклузивног читања.

### 
Дана 3. маја 2015. објављено је да ће издавачка кућа Big Finish Productions продуцирати серијал од шест Торчвуд аудио-авантура са Џоном Бароуманом у улози Џека. Сваки нови серијал аудио-драма би се усредсредио на различите чланове Торчвуд тима, истражујући утицај који неки тајанствени догађај има на њих, а који се дешава у различито време у и око ТВ епизода. Почео је са Џоном Бароуманом у драми Завера Дејвида Луелина, која је објављена у септембру 2015. године.
Big Finish је касније објавио серијале најављене као наставак Торчвуда или „5. серијал” са редовних деветоро чланова глумачке поставе. Бароуман, Мајлсова, Овен и Прајс су се вратили да тумаче своје ликове. Нови у серијалу били су државни службеник Сент Џон Колчестер (Пол Клејтон), Нг (Александрија Рајли), новинар Тајлер Стил (Џони Грин), ванземаљац Ор (Саманта Беарт) који мења облик и верзија Ивон Хартман (Трејси-Ен Оберман) из паралелног универзума.

### Оригинална музика
је 22. септембра 2008. објавио компилацију музике која је укључена у први и други серијал серије. Диск садржи 32 нумере које су компоновали Бен Фостер и Мареј Голд. Друга компилација је објављена 17. јула 2009. са 40 нумера из трећег серијала серије, Деца Земље.

## Пријем

### Критички пријем
Као спиноф дугогодишњег британског културног артефакта Доктора Хуа, лансирање Торчвуда у британску популарну културу наишло је много позитивних и негативних критика, коментара и пародија након почетног узбуђења, посебно у погледу његовог статуса „одраслог” спинофа Доктора Хуа, као и његове карактеризације и приказа секса. Рецензије за први серијал су биле углавном негативне, а странице као што је Behind the Sofa дали су много више негативних него позитивних критика. Рецензије другог серијала биле су позитивније. Трећи серијал, који је имао облик петоделне приче са општим насловом Деца Земље, наишао је на бројне позитивне критике. Критичари су га посебно описали као „моћну људску драму”; „најбољи Торчвуд икада”; and "... against all expectations, a work of Proper Drama". и „... насупрот свих очекивања, дело праве драме”. Насупрот томе, The Daily Mirror дао је негативну рецензију мини-серијалу, описујући га као „савремену Блејкову седморку: бесмислени заплет, пренаглашена глума, адолесцентска склоност ка наглашавању 'проблема'”. Америчка интернет страница за прикупљање рецензија Metacritic дала је првом серијалу Торчвуда оцену 73 од 100, што указује на „генерално повољне критике”. Други серијал серије има боље оцене од првог, а укупни резултат био је 80 од 100. Трећи серијал има још више оцене, 81/100, што указује на „универзално признање”. Њени највиши резултати били су 100 од TV Guide-а и 91 од TIME-а; најнижи је био 60 од The New York Times-а. Четврти серијал имао је просечну оцену 70, на основу 24 критичара.
Смрт лика Јанта Џоунса у Деци Земље изазвала је протесте обожавалаца серије, међу којима је и кампања "Спасите Јанта Џоунса" која је прикупила више од 10.000 фунти за годишњу добротворну акцију За децу у невољи. Други обожаваоци су прибегли узнемиравању и претњама, што је довело до тога да сценариста Џејмс Моран постави оштру објаву на блогу. Директор серије Расел Т. Дејвис није се извинио због одлуке да убије Јанта, рекавши: „Само сам одушевљен што су обожаваоци толико заокупљени његовим ликом да имају такву реакцију”. Овај део заплета изазвао је додатне контроверзе код неких коментатора, делом зато што је приказивао смрт главног лика који је био у истополној вези. Ово је навело неколико сценариста да анализирају смрт у контексту ранијег одбијања лика да призна своју везу са мушкарцем, тврдећи да је његова смрт знак да ЛГБТ+ заједница оставља за собом своју слику жртве.
Позитивна и негативна пажња посвећена је приказу истополних веза у Торчвуду. Марија Бојд са Универзитета Тексас у Остину објавила је свој рад на конференцији „Геј секс и ванземаљци! Како штампа приказује Торчвуд Расела Т. Дејвиса”. Она тврди кроз „анализу дискурса 109 рецензија премијерних епизода 1. и 2. серијала” како су „ТВ критичари више забринути због приказа бисексуалности међу главним ликовима у Торчвуду”. Штавише, она тврди да рецензије серије „истичу истополне интеракције приказане у серији користећи сензационалистички, асимилациони или осуђујући језик” и да је „хегемонистички, хетеросексистички језик који користе ТВ критичари који покривају Торчвуд уоквирио серију на такав начин да ограничава способност публике да сама смисли текст.”

### У другим делима
Иако је имао мањи број пародија него Доктор Ху, било је неколико пародија на Торчвуд у разним медијима. Верити Стоб, технолошка колумнисткиња онлајн новина The Register, написала је пародију на Торчвуд под називом Под пламеним дрвом (енгл. Under Torch Wood). Комад је у стилу радио-драме Дилана Томаса, Под млечним дрвом. Овај комад коментарише ниво псовки присутних у Торчвуду и улогу Риса Вилијамса која се описује као „Беријева позадинска прича”. У свом трећем серијалу, Доктор Ху пародија Небулоз такође је почела да пародира Торчвуд, помињући „бебе диносауруса које испадају кроз рупу у времену” и „обилну количину паранормалних активности само у области Кардифа... које почињу да угрожавају Земљин штит веродостојности”.
Сатирична имитаторска телевизијска серија Dead Ringers такође је пародирала Торчвуд, при чему је Џон Калшо играо капетана Џека, а Џен Равенс се нашла у улози Гвен Купер. Скечеви су пародирали ниво секса у Торчвуду, тврдећи да „никада немамо посла са ванземаљцем осим ако га бар један [из екипе] није покварио” и описујући недостатак мотивације ликова. Такође пародира бисексуалност ликова и мелодраматичну личност Џека, који у скечу хода изузетно драматично, замахујући капутом око себе. Бароуман је описан као „Том Круз из јефтине продавнице”, помиње се нискобуџетност серије, а Овен описује Торчвудову опрему као „Apple Mac са налепницама на кућишту”. У каснијим пародијама у последњој епизоди поменуте серије из 2007, Џек Харкнес је приказан у тројци са Киберчовеком из ере Напада Киберљуди и старијом верзијом под називом Дрифтвуд, која тврди да је „одвојена од поште, иза бинго сале и изван Оксфама”, што је пародија на уводну нарацију Торчвуда. Такође се појављује Алберт Степто из серије Степто и син као вођа тима, тврдећи да „ужасан догађај у мојој прошлости значи да не могу да умрем. Зове се UK Gold” и пародира његову употребу таблета за амнезију (непотребне за ову екипу због појаве сенилне амнезије).

### Гледаност
Прве епизоде Торчвуда на BBC Three дале су овом каналу највеће рејтинге икада и највише рејтинге од било ког дигиталног неспортског канала у то време са 2,519 милиона гледалаца (иако је ово од тада надмашила Бионичка жена на ITV2, са 2,553 милиона гледалаца у марту 2008. године). Удео публике је био 12,7%, што се повећало на 13,8% за другу епизоду (приказану одмах после прве епизоде истог дана), упркос томе што је гледаност пала на 2,498 милиона.
Гледаност каснијих епизода пала је на око 1,1 до 1,2 милиона гледалаца током првог приказивања на каналу BBC Three (најнижа је била 800 хиљада гледалаца за недељу која се завршила 24. децембра 2006), али је ипак серија остала најгледанији програм на овом каналу са великом маргином. Цифре гледаности поновљених пројекција на каналу BBC Two касније исте недеље износиле су око 2,2 до 2,3 милиона (падајући на испод 1,1 односно 1,8 за недеље које су се завршавале 3. и 10. децембра 2006. године).
За свој други серијал, који је почео у јануару 2008. године, Торчвуд је пребачен на гледанији канал, BBC Two. Поново је почетни рејтинг био респектабилан, а прва епизода је привукла 4,22 милиона гледалаца. Међутим, гледаност је поново почела да опада и до четврте епизоде изгубила је милион гледалаца. Пала је на најнижи ниво од 2,52 милиона гледалаца пред крај приказивања, чак и након што ју је BBC померио са свог уобичајеног термина средом увече (где су је константно побеђивали програм ITV-а и најгледанија серија Канала 4, Grand Designs) до петка увече. Други серијал је имао укупан просечни рејтинг од 3,26 милиона гледалаца на каналу .
Трећи серијал Торчвуда од пет епизода, под насловом Деца Земље, премијерно је приказана на каналу BBC One у јулу 2009. са процењеним 5,9 милиона гледалаца, према подацима преко ноћи. Гледаност друге епизода је пала на 5,58 милиона, али је порасла на 6,24 милиона за четврту епизоду. Према подацима за ноћ, мини-серијал је имао просечан рејтинг од 5,88 милиона гледалаца. Према званичним подацима које је објавио Одбор за истраживање гледаности емитера, свих пет епизода мини-серијала имало је више од 6 милиона гледалаца, док је четврта епизода стекла највећу гледаност.
Прва епизода четвртог серијала Дан чуда привукла је консолидовану публику од 6,59 милиона, што је нешто више од цифре за уводну епизоду претходног серијала, као и AI рејтинг од 85 од 100, који се сматра „одличним”. Међутим, цифре гледаности су стално опадале са наредним епизодама, падајући на најнижих 4,48 милиона за седму епизоду, иако су бројке благо порасле са 4,85 милиона гледалаца за последњу епизоду.

## Кућна издања
Цео први серијал објављен је на DVD-у Регион 2 у Уједињеном Краљевству. У северноамеричком региону 1 објављен је 22. јануара 2008. након емитовања 1. серијала на каналу BBC America у Сједињеним Америчким Државама и CBC-у у Канади. Први, други и трећи део првог серијала објављени су у аустралијском региону 4, а цео комплет 1. серијала објављен у Уједињеном Краљевству и САД такође укључују епизоде серије иза сцене Торчвуд: Јавно. Цео други серијал објављен је 30. јуна 2008. (Регион 2), заједно са целим првим серијалом на Blu-ray и HD DVD форматима. Епизоде првог, другог, трећег и четвртог серијала тренутно су доступне за преузимање преко iTunes-а, Amazon-а и Netflix-а.

## Емитовање

### Аустралија
У Аустралији, након што су  и SBS одбили серију, Network 10 је стекао права за емитовање. Након премијере серије 18. јуна 2007. године, рецензент ТВ Водича новина The Sydney Morning Herald је рекао: „Привлачност Торчвуда није толико у томе што је величанствено невероватна научнофантастична пулпа, већ у томе што зна да је величанствено невероватна, научнофантастична пулпа”. Саопштење ове мреже за штампу наводи конкурентске програме у њиховој одлуци да се серија помери за среду у 12 сати ујутру на половини серијала. Торчвуд се сада емитује на UKTV-у у Аустралији. Први серијал се емитовао на каналу Imparja, али од 3. фебруара 2008. ова станица више није повезана са мрежом Network 10 и неће више приказивати серију. Други серијал Торчвуда је емитована на каналу Ten HD од 1. септембра 2008. 19. јуна 2009. АБЦ2 је почео да емитује први, други и трећи серијал петком у 20:30. Када је други серијал почео да се емитује 18. септембра 2009, АБЦ2 је почео да емитује Торчвуд: Јавно након сваке епизоде. ABC2 је почео да емитује Децу Земље 8. јануара 2010. недељно, а раније га је брзо емитовао UKTV. Овај канал је убрзо емитовао Дан чуда током јула 2011, након глобалне премијере овог серијала на Starz-у.

### Нови Зеланд
Први серијал је почео да се приказује на каналу  на Новом Зеланду у среду, 9. јула 2008, почевши од 1. серијала и настављајући право до четврте епизоде („Месо”) другог. Други серијал је потом емитован 11. фебруара 2009, а трећи је премијерно приказан 10. фебруара 2010. године. Репризе прва два серијала почеле су 16. марта 2010. након завршетка серијала Деца Земље током претходне недеље. Дана 13. августа 2010. Деца Земље су почела са поновљеним емитовањем након завршетка другог серијала 6. августа 2010. године. Репризе су такође емитоване на каналу .

### Европа
У Француској је први серијал почео да се емитује 12. октобра 2007. на каналу , а од 13. јануара 2009. на каналу . Други серијал је почео са емитовањем 5. септембра 2008. на NRJ 12, а трећи 17. новембра 2009. такође на истом каналу. У Немачкој, RTL 2 је емитовао целу серију. Први серијал је почео да се емитује 28. јуна 2010. на исландској мрежи . У Италији је први серијал почео да се емитује 3. септембра 2007. на каналу Jimmy, а током 2011/12.  је почео да емитује целу серију око 19.00 часова, почевши од првог серијала, а затим се четврти серијал емитовао у ударном термину.
Португалска мрежа SIC Radical почела је да емитује први серијал у јануару 2009. године. Након тога су целу серију преузели AXN Black и португалски Syfy канал. Први серијал је премијерно приказан 24. јуна 2007, а други 6. јула 2007 на шведској мрежи . У Србији су први и други серијал емитовани на каналу РТС од 19. августа 2009, а трећи је почео да приказује од 25. марта 2010. године. Бугарска је емитовала први, други и трећи серијал на каналу . У Пољској, BBC Entertainment је емитовао први серијал од 16. септембра 2008. године, а други, трећи и четврти (премијера: 28. октобар 2012) у цензурисаној варијанти.

### Северна Америка
Канадска радиодифузна корпорација је помогла у финансирању прва два серијала пошто су 2005. године поново покренули продукцију Доктора Хуа. Дана 2. априла 2007. BBC America је стекао права за емитовање серије у Сједињеним Америчким Државама. Серија је почела 8. септембра 2007; почетно емитовање серије било је везано за „радикалну преобразбу” канала која је требало да се деси касније исте године. Други серијал је почео са емитовањем на BBC America 26. јануара 2008, а трећи 20. Јул 2009. године. Торчвуд је постао један од високо оцењених програма за канал BBC America са премијером првог серијала у септембру 2007. која је привукла публику од скоро пола милиона гледалаца.  је стекао права америчке високе дефиниције за првих 26 епизода (први и други серијал) и почео да емитује епизоде првог серијала у понедељак увече, почевши од 17. септембра 2007. године. Дана 11. фебруара 2008, HDNet је почео да приказује епизоде другог серијала.
Канадска мрежа CBC је била копродуцент првог серијала, који је премијерно приказала у октобру 2007. године. Серија је емитована и за франкоканађанску публику на каналу .
Други серијал је почео да се емитује на каналу Space 8. августа 2008, а трећи на истом каналу током пет узастопних ноћи од 20. до 24. јула 2009. године. Дан чуда је премијерно приказан 9. јула 2011. на истом каналу. Дана 2. јануара 2012. Space је емитовао Торчвуд маратон Деце Земље и Дана чуда. Дан чуда је репризиран на Starz-у у маратонском формату током викенда Празника рада 2012. године.